# DR3
DR3 leverer indhold på DR's streamingtjeneste DRTV. I perioden 2013-2020 fandtes DR3 som flowkanal.
Flowkanalen blev lanceret af DR den 28. januar 2013 klokken 20.00.

DR3 fokuserer på målgruppen mellem 15 og 31 år og opnåede bred anerkendelse samt stor gennemslagskraft i en aldersgruppe, som traditionelle medier i disse år har svært ved at appellere til.[kilde mangler]
Fra 5. april 2022 fusionerede DR3 med sin søsterungdomsorienterede radiostation, DR P3.
DR3 modtog gennem sin relativt korte levetid modtaget stor ros for sin eksperimenterende og nye tilgang til dokumentarer og indhold fra flere anmeldere og meningsdannere.     Kanalen har ligeledes høstet priser ved diverse prisoverrækkelser.  
På sociale medier har DR3 bragt blandt andet satireformaterne "Livet som..." og "Løvens Bule".
Kanalchef for DR3 er Irene Strøyer.

## Logoer
- DR3's anden logo, brugt fra 28. januar 2013. indtil 2020.
- Aflang version of DR3's anden logo, brugt indtil 1. janaur 2015.
- DR3's tredje logo, brugt fra 2020 indtil 5. april 2022.

## Udsendelser
- Monte Carlo elsker Putin
- Monte Carlo elsker jøderne
- Monte Carlo elsker USA
- Fuckr med dn hjrne
- DR3 Dok
- De Uperfekte
- Selvoptaget
- Du Lyver!
- Absurdistan
- Hobby TV
- Thomas Skovs sportsprogram
- Storm I Et Glas Vand
- Menneskeforsøg
- Hjernevask
- Musik Dok - Kidd Life
- Kødkataloget
- Født til Succes
- Gift ved første blik
- Doggystyle
- Gina Jaqueline – En sugardaters fortælling
- Prinsesser fra blokken
- POV
- Smerteeksperimentet
- I forreste række
- For grim til kærlighed
- Hunkøn
- Den utrolige historie om Alexander Blomqvist

### Importeret
- 30 Rock
- The Walking Dead
- Girls
- Glee
- Misfits
- Parks and Recreation
- Family Guy
- Late Night with Jimmy Fallon
- Rookie Blue
- Doctor Who
- Sherlock (2013-)
- X-Games (2013-)
- NBA (2013-)
- X Factor (2014-)
- Skam (2016-)

## DR3's målgruppe
"27 % af de 20-39-årige [har] helt fravalgt et traditionelt tv-signal". Sådan skrev DR Medieforskning i 2017. I 2018 medgav DR Medieforsknings leder, Dennis Christensen, endda, at der findes mindst én generation af danskere, som stort set ikke ser TV, idet hver ung dansker i 2018 så TV i kun en enkelt time hver dag.